# Assilina
Genre
Classification phylogénétique
- Eukaryota
  - Actinopoda
  - Alveolates
  - Chlorarachniophyta
  - Cryptophyta
  - Euglenozoa
  - Foraminifera
    - Rotaliida
      - Rotaliacea
        - Nummulitidae

  - Lignée brune
  - Lignée verte
  - Métamonadines
  - Mycetozoa
  - Opisthocontes
  - Parabasiliens
  - Percolozoa
  - Rhizopoda

Assilina est un genre de foraminifères benthiques de la classe des Globothalamea et de l'ordre des Rotaliida, sous-ordre des Rotaliina, super-famille des Nummulitoidea et famille des Nummulitidae,,.

## Taxonomie
Le Catalogue of Life le donne pour un sous-genre, appartenant au genre Nummulites qui dépend du genre Operculina (es) (d'Orbigny, 1826).
La banque de données WORMS lui donne le rang de genre ; le nom accepté est Operculina d'Orbigny, 1826.

## Synonymes
Plusieurs synonymes existent :
- Neooperculinoides Golev, 1961 † (synonyme mineur subjectif selon Loeblich & Tappan, 1987)
- Nummulina (Assiline) d'Orbigny, 1826 (vernaculaire)
- Nummulites (Assilina) Reuss, 1862 (Nomen translatum, selon Loeblich & Tappan (1987))
- Operculina (Assilina) Schaub, 1981 (Nomen translatum, selon Loeblich & Tappan, 1987)
- Operculina (Frilla) de Gregorio, 1894 † (synonyme mineur subjectif selon Loeblich & Tappan, 1987)
- Tambareauella Boukhary & Abd El Naby, 2019 † (synonyme mineur subjectif selon Serra-Kiel et al. (2020) et selon une communication personnelle de Pignatti (2021))[1]

## Espèces
Son espèce type est Assilina depressa,,, accepté comme Nummulites planospira Boubée, 1831 † ; accepté comme Nummulites spira Roissy, 1805 † : accepté comme Assilina spira (Roissy, 1805) † (type par désignation subséquente).
La banque de données WORMS liste quatre espèces principales :
- Assilina ammonoides (Gronovius, 1781)[9], accepté comme Operculina ammonoides (Gronovius, 1781)[10] (selon Willem Renema, septembre 2017)[1]
- Assilina discoidalis (d'Orbigny dans Guérin-Méneville, 1832)[11], représenté comme Operculina discoidalis (d'Orbigny dans Guérin-Méneville, 1832)[12] (selon Hohenegger, 2011)[1]
- Assilina heterosteginoides (Hofker, 1933)[13], accepté comme Planoperculina heterosteginoides (Hofker, 1933)
- Assilina nitida †[14],[1]

WORMS donne aussi « plus de 130 espèces, sous-espèces et variétés d'Assilina » (consulté en novembre 2021).

### A
- Assilina adrianensis †
- Assilina ammonea †
- Assilina ammonoides †[9], accepté comme Operculina ammonoides †[10]
- Assilina arenensis †
- Assilina aspera †
- Assilina assamica †
- Assilina atanica †
- Assilina azizbekovi †

### B
- Assilina bolivari †
- Assilina burujenensis †

### C
- Assilina cancellata †
- Assilina chhumbiensis †
- Assilina convexa †
- Assilina cuvillieri †

### D
- Assilina dandotica †
- Assilina davicsi †
- Assilina depressa †[5]
- Assilina discoidalis †[11]

### E
- Assilina exponens †
  - Assilina exponens tenuimarginata †

### F
- Assilina farafraensis †
- Assilina formai †
- Assilina formosensis †
- Assilina fraasi †

### G
- Assilina gemmellaroi †
- Assilina gigantea †
- Assilina granulosa †
  - Assilina granulosa minor †

### H
- Assilina hamzehi †

### K
- Assilina kaufmanni †
- Assilina khorassinica †

### L
- Assilina lacunata †
- Assilina laminosa †
- Assilina laxispira †
- Assilina levis †
- Assilina leymeriei †
  - Assilina leymeriei crimica †
- Assilina luterbacheri †

### M
- Assilina madarazi †
- Assilina major †
- Assilina major punctulata †[15]
- Assilina mamillata †
  - Assilina mamillata istriana[16]
- Assilina medanica †
- Assilina minor †
- Assilina monachalis †

### N
- Assilina natnmalensis †
- Assilina nitida †[14]

### O
- Assilina orbitoidea †
- Assilina orientalis †[17]
  - Assilina orientalis iranica †[18]
  - Assilina orientalis orientalis †[19]

### P
- Assilina pamiri †
- Assilina papillata †
- Assilina persica †
- Assilina placentula †
- Assilina plana †
- Assilina pomeroli †
- Assilina praespira †
  - Assilina praespira aegyptiaca †
- Assilina prisca †
- Assilina pyrenaica †

### R
- Assilina radiolata †
- Assilina ranikoti †
- Assilina reicheli †
- Assilina rota †

### S
- Assilina samashanica †
- Assilina schamutica †
- Assilina spinosa †
- Assilina spira †[8]
  - Assilina spira abrardi †[20]
  - Assilina spira corrugata †
- Assilina splendens †
- Assilina spinosa †
- Assilina subarenensis †
- Assilina subassamica †
- Assilina subcancellata †
- Assilina subdaviesi †
- Assilina subexponens †
- Assilina subgemmellaroi †
- Assilina sublaminosa †
- Assilina subpamiri †
- Assilina subpapillata †
  - Assilina subspira corrugata †
- Assilina sureshi †
- Assilina suteri †

### T
- Assilina tenuimarginata †
- Assilina tudensis †

### U
- Assilina umbilicata †
- Assilina undata †

### Y
- Assilina yvettae †

## Étendue chronostratigraphique et répartition
Le genre a existé depuis le Sélandien (milieu du Paléocène) jusqu'au Lutécien (milieu de l'Éocène).
Assilina exponens et Assilina spira se trouvent au Cachemire et au Pakistan où elles ont servi à dater des restes de Himalayacetus subathuensis, le plus ancien archéocète connu.